# Carnegiea gigantea

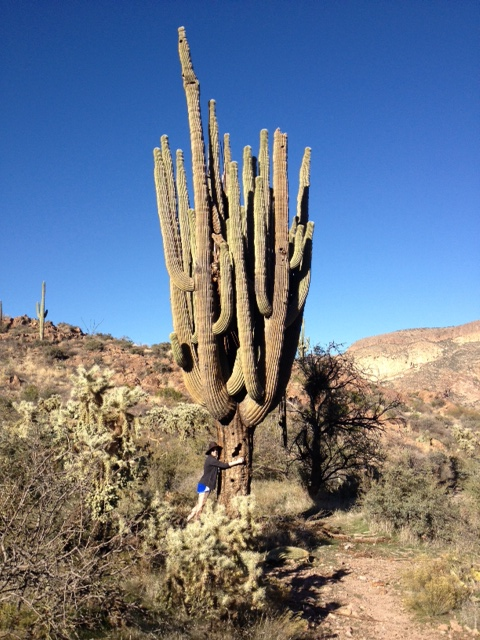
Carnegiea gigantea en su hábitat

Carnegiea gigantea, conocida comúnmente como saguaro o sahuaro, es una especie de planta suculenta perteneciente a la familia Cactaceae y único miembro del género monotípico Carnegiea. Es nativa del Desierto de Sonora en Arizona, el estado mexicano de Sonora y las áreas de las Montañas Whipple y Condado de Imperial de California.

## Descripción
Es una especie de cactus columnar que desarrolla ramas notables llamadas brazos. Normalmente llegan a tener hasta 50 brazos (aunque existe un espécimen con 78)y pueden crecer de 3 a 16 m de altura y hasta 75 cm de diámetro. 

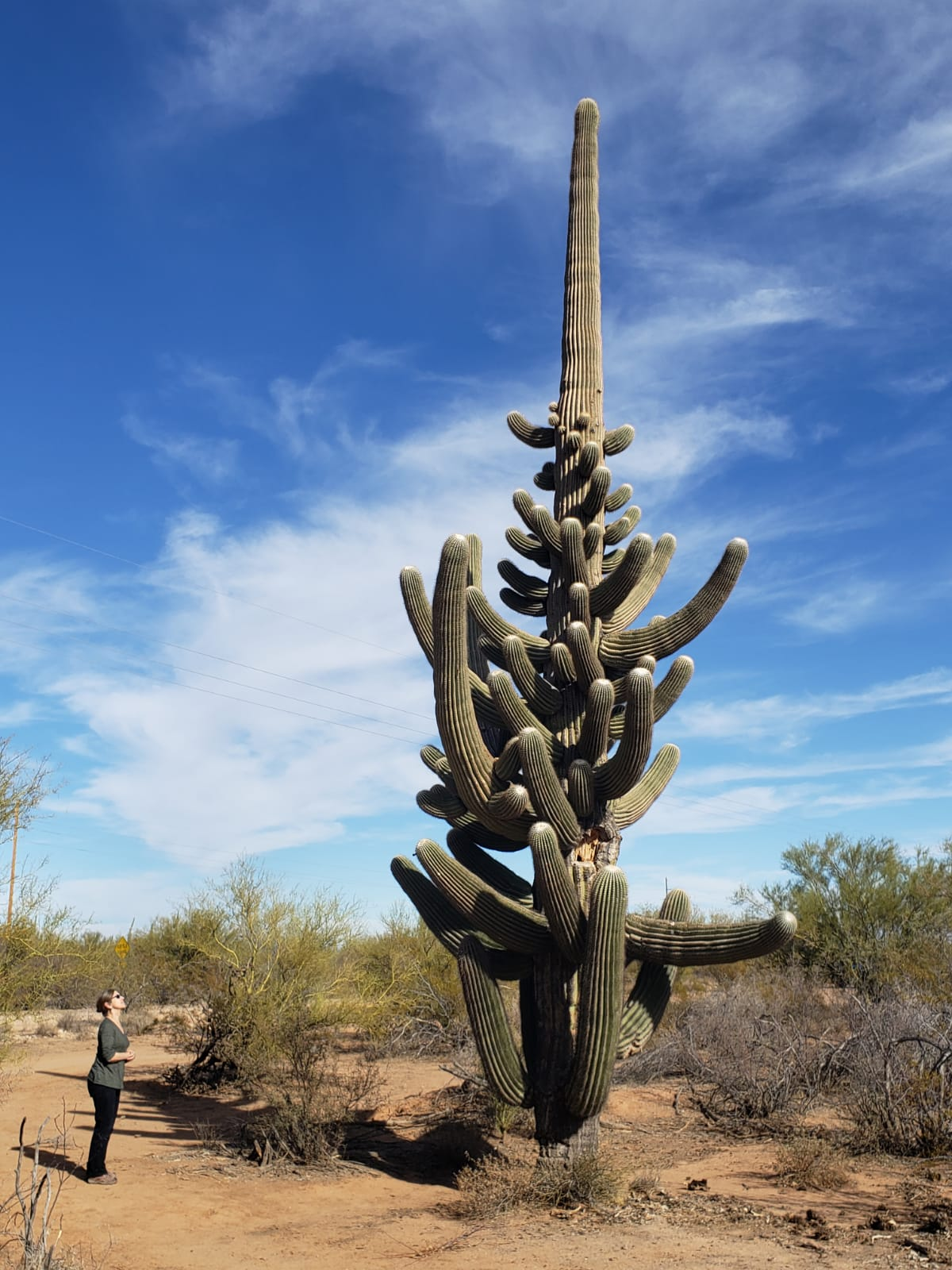
Un saguaro con muchos brazos en Tucson, Arizona

Las ramificaciones o brazos son erectas, nacen de 2 a 3 m por encima de la base del tronco o incluso a más altura y presentan de 12 a 30 costillas prominentes. La cantidad de brazos, o su total ausencia, depende de la climatología y la zona que habitan. Así, en las zonas más húmedas del desierto o tras periodos de lluvias los ejemplares presentan más brazos, y en las zonas más áridas pueden hasta carecer de ellos. A estos saguaros sin brazos se les llama "lanza".

### Crecimiento
Son los cactus más grandes de los Estados Unidos y México y su crecimiento es muy lento, pudiendo llegar a vivir entre 150 y 200 años.
La tasa de crecimiento de este cactus depende en gran medida de las precipitaciones. De hecho, los saguaros en el oeste más seco de Arizona crecen solo la mitad de rápido que los de Tucson y sus alrededores. Los saguaros crecen lentamente a partir de semillas, llegando a medir tan solo 6,4 mm de altura después de dos años de su germinación y pueden tardar entre 20 y 50 años en alcanzar una altura de 1 m. Además los esquejes rara vez enraízan y cuando lo hacen, no pasan por la fase de crecimiento juvenil, lo que les da una apariencia diferente.  
| Edad estimada en función de su altura | Altura | Edad (años) |
| ------------------------------------- | ------ | ----------- |
|                                       | 0,15 m | 9           |
| 0,30 m                                | 13     |             |
| 1,5 m                                 | 27     |             |
| 3,0 m                                 | 41     |             |
| 6,1 m                                 | 83     |             |
| 7,6 m                                 | 107    |             |
| 9,1 m                                 | 131    |             |
| 10,7 m                                | 157    |             |

Los saguaros son suculentas que pueden retener grandes cantidades de agua, por lo que cuando llueve y están completamente hidratados, pueden pesar entre 1.500 y 2.200 kg. Se mantienen en pie gracias a una red de raíces muy grande que puede extenderse hasta 30 m, con raíces pivotantes largas que se introducen hasta 1 m de profundidad.

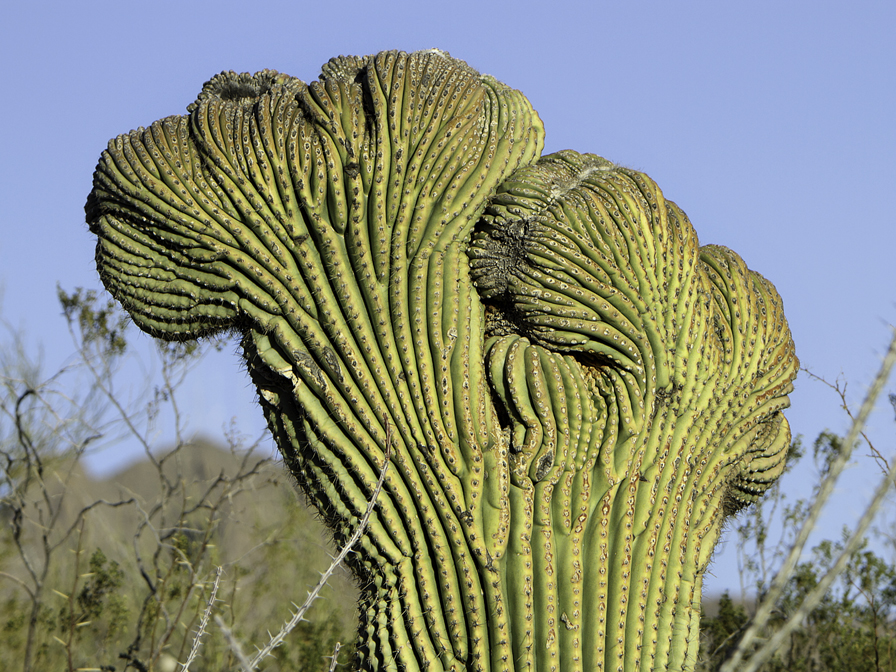
Saguaro crestado

Algunos saguaros crecen en formaciones raras llamadas crestas o saguaros "crestados". Se cree que esta formación de crecimiento se encuentra en uno de cada aproximadamente 10 000 saguaros, y se han documentado 2743 saguaros crestados conocidos. La formación de cresta, causada por fasciación, crea una costura de crecimiento anormal a lo largo de la parte superior o superior del brazo del saguaro. 

### Madera

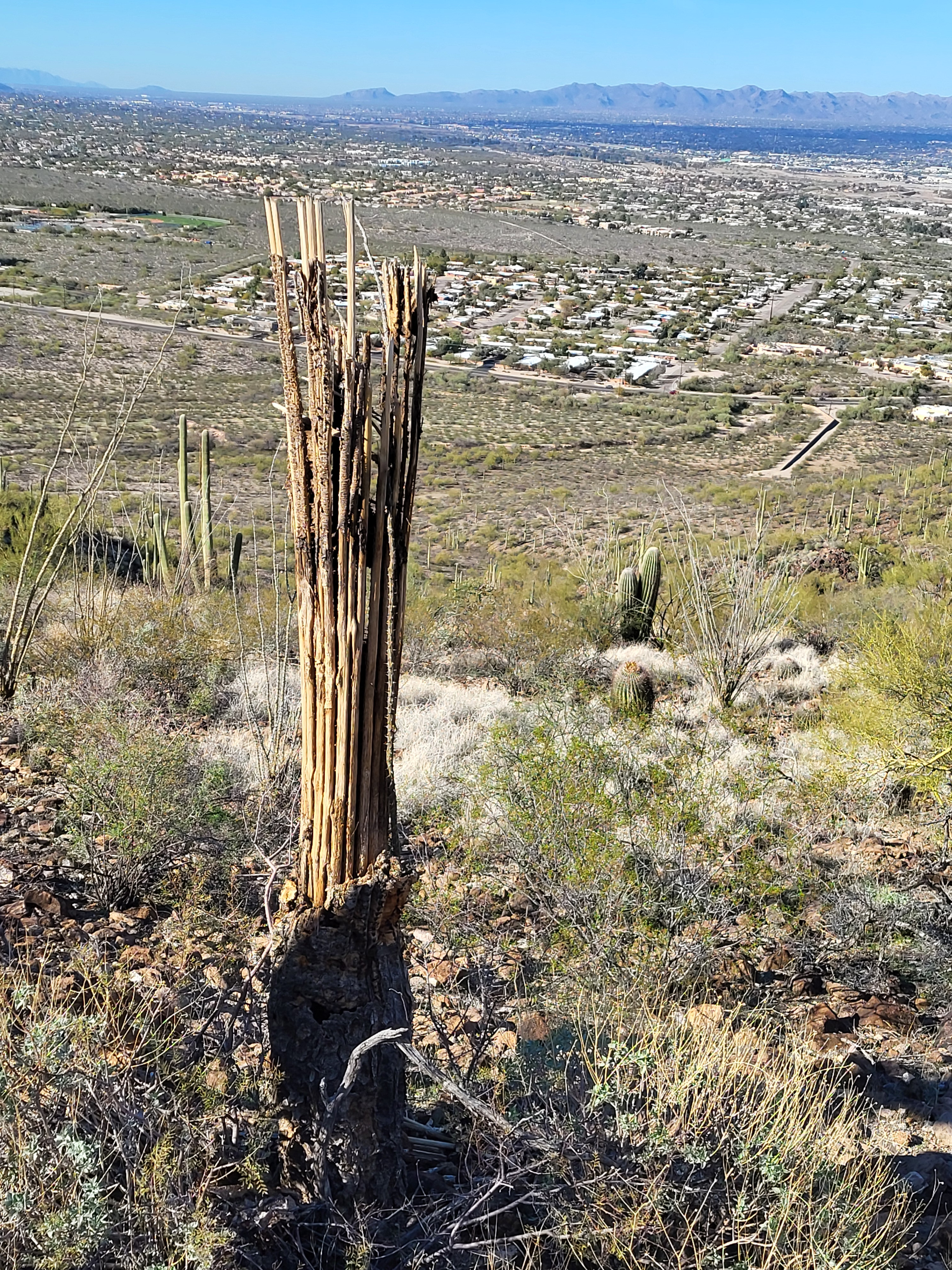
Costillas fibrosas de madera de saguaro en las afueras de Tucson AZ.

En el interior del saguaro encontramos fibras de madera que forman algo así como un esqueleto. La madera es relativamente densa, con una densidad sólida de alrededor de 430 kg/m3, lo que hizo que éstos cactus fueran utilizados por los pueblos indígenas como material de construcción. Si bien, hoy en día las plantas muertas no están protegidas por la ley de plantas nativas de Arizona, el Departamento de Agricultura de Arizona ha publicado un memorando en el que se analiza cuándo se necesita un permiso por escrito antes de cosecharlos debido a la importancia de la descomposición de los restos de cactus para mantener la fertilidad del suelo del desierto.

### Espinas

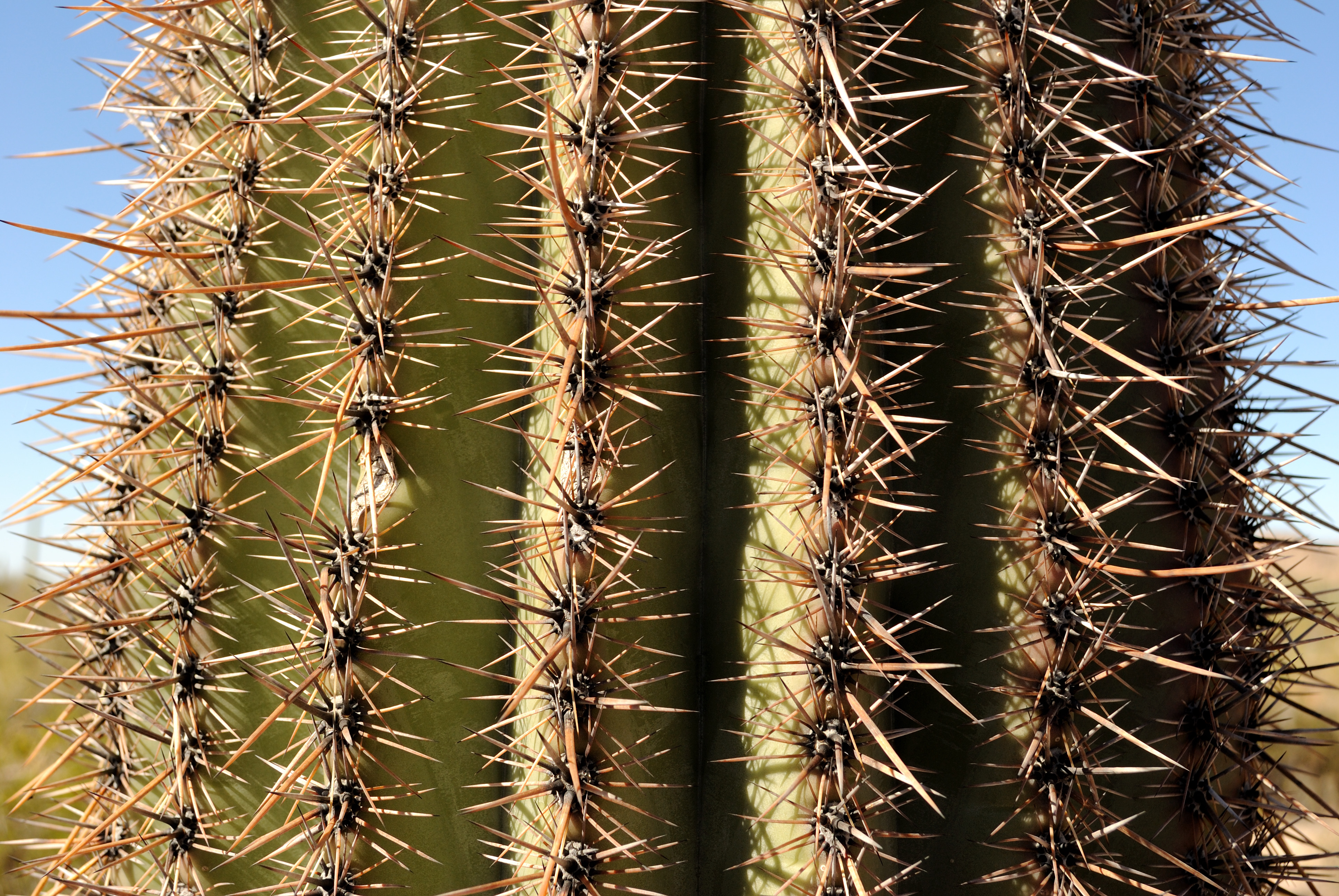
Detalle de las espinas

Sobre las costillas de los tallos de la planta se asientan areolas de color pardo separadas entre sí unos 2 cm. En la zona apical, la distancia es menor y aparecen recubiertas por un fieltro color pardo. En ellas encontramos espinas extremadamente afiladas que pueden crecer hasta 7 cm de largo y hasta 1 mm por día. Esto lo sabemos porque cuando las espinas se sostienen a contraluz o se cortan en dos, se ven bandas alternas claras y oscuras, por lo que podemos correlacionarlo con el crecimiento diario. En cada areola hay entre 15 a 28 espinas radiales o más, y de 4 a 7 espinas centrales. Son de color pardo y se van volviendo grises a medida que la planta envejece.
Señalar que en los cactus columnares, las espinas casi siempre crecen en areolas que se originan en el ápice de la planta, por lo que una espina deja de crecer en su primera temporada. Por tanto, como las areolas se mueven hacia un lado y el ápice continúa creciendo hacia arriba, las espinas más antiguas están hacia la base de un cactus columnar y las espinas más nuevas están cerca del ápice. 

### Flores

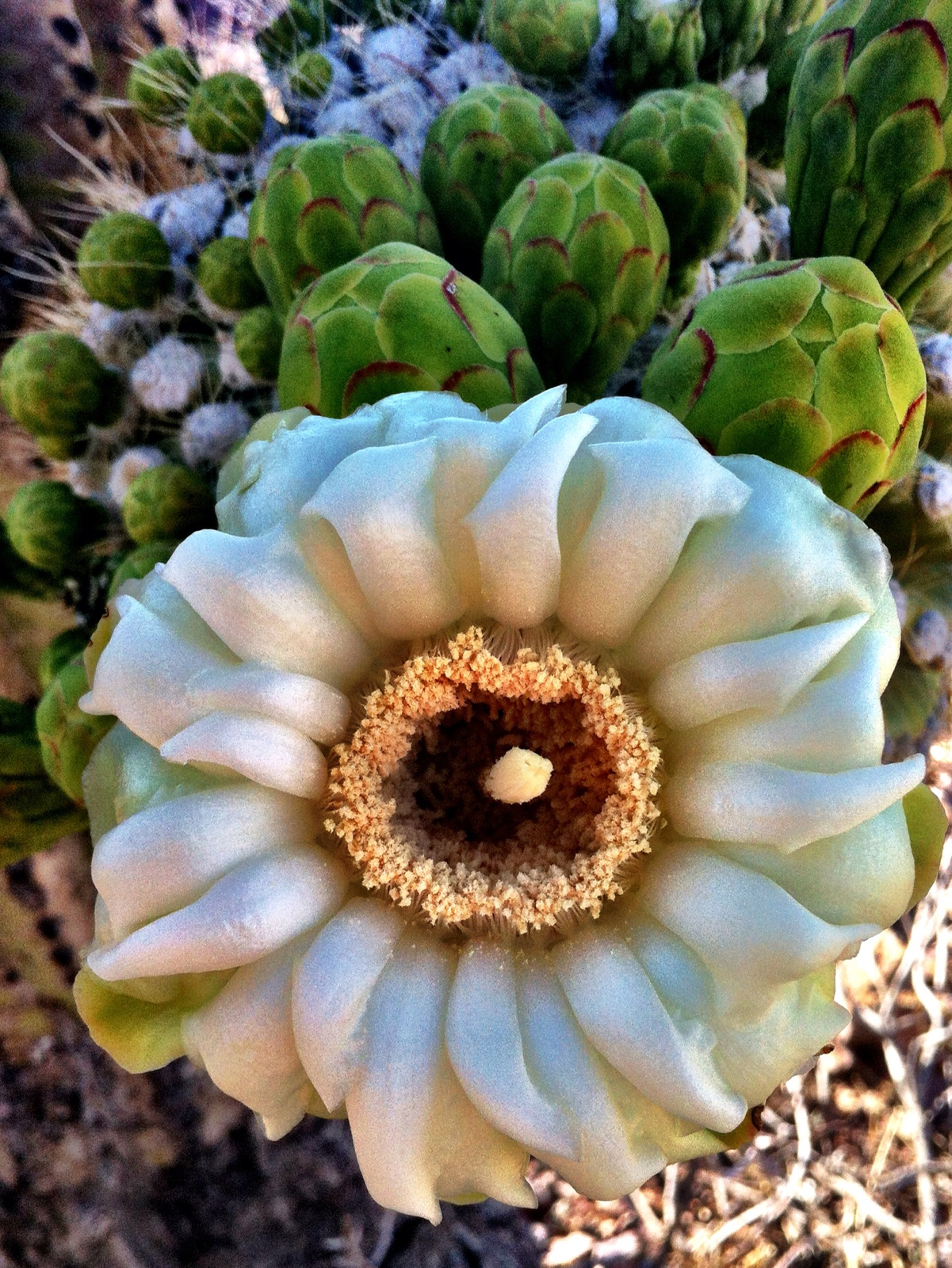
Flor con muchos estambres

Las flores nacen en la zona apical de los tallos y son de color blanco y ceroso. Aparecen entre abril y junio y se abren después del atardecer. Miden entre 8,6 y 12,4 cm de largo, de 5 a 6 cm de diámetro y permanecen abiertas durante menos de 24 horas. Las flores se abren de forma secuencial, y las plantas tienen un promedio de cuatro flores abiertas por día durante un período de floración que dura un mes. Además, una disminución en las poblaciones de murciélagos provoca que se abran más flores durante el día, lo que favorece a otros polinizadores.
Las flores son autoincompatibles, lo que significa que el polen de un ejemplar no es capaz de fertilizar las flores de éste, por lo que requieren de una polinización cruzada. Además se requieren grandes cantidades de polen para una polinización completa y exitosa, ya que cada flor contiene muchos óvulos. Como el polen es producido por los estambres, en estas flores son extremadamente numerosos. 
Los principales polinizadores son las abejas melíferas, los murciélagos magueyeros menores (Leptonycteris yerbabuenae) y las palomas de alas blancas (Zenaida asiatica). En la mayoría de los estudios, pero no en todos, los polinizadores diurnos contribuyeron más que los nocturnos, siendo las abejas melíferas las mayores contribuyentes. Por la noche, el principal polinizador nocturno es el murciélago, que se alimenta de néctar. De hecho, varias características florales están orientadas a la polinización por murciélagos (quiropterofilia ): apertura nocturna de las flores, maduración nocturna del polen, néctar muy rico, posición elevada sobre el suelo, flores duraderas que pueden soportar el peso de un murciélago y fragancia emitida por la noche. 

### Frutos

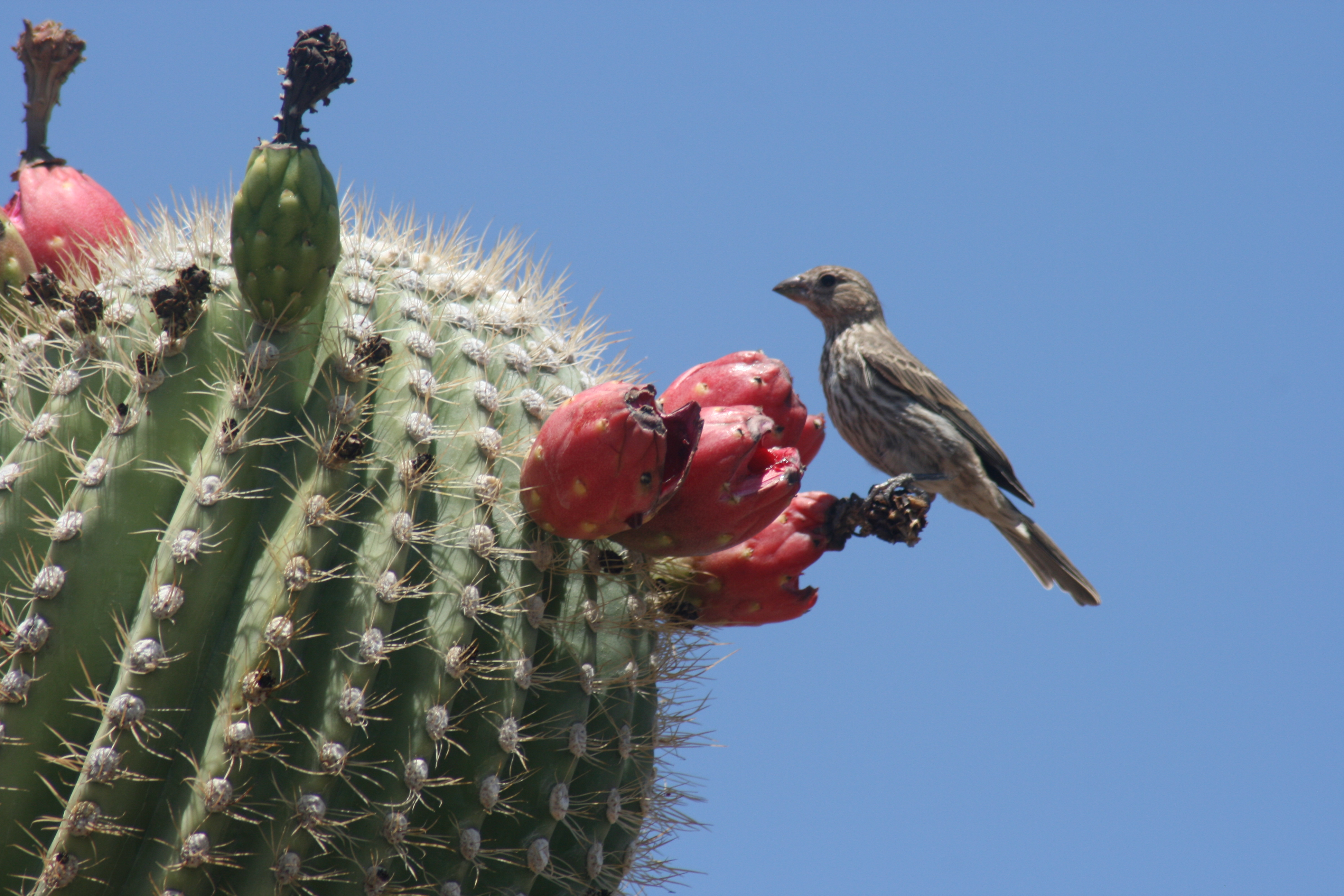
Frutos

Los frutos son de color rojo rubí y miden entre 6 y 9 cm de largo. Tienen forma de ovoide y maduran en junio. Su interior es carnoso y dulce, con alrededor de 2000 semillas.
Las semillas de saguaro son pequeñas y de corta duración. Aunque germinan fácilmente, la depredación y la falta de humedad impiden que todas las semillas germinen con éxito, teniendo una tasa de germinación del 1%. Las semillas deben esperar entre 12 y 14 meses antes de germinar por lo que la falta de agua durante este período reduce drásticamente la supervivencia de las plántulas. 

### Genoma
El genoma del saguaro tiene alrededor de mil millones de pares de bases de longitud. Además, la secuenciación ha revelado que el genoma del cloroplasto del saguaro es el más pequeño conocido entre las plantas con flores no parásitas. Al igual que varios otros taxones de plantas altamente especializados, como la carnívora Genlisea y la parásita Cuscuta, el saguaro ha perdido los 11 genes del plástido ndh, que codifican la producción de la vía de la NADPH deshidrogenas. Sin embargo, a diferencia de esos taxones, el saguaro sigue siendo completamente autótrofo, es decir, crea su propio alimento y no roba parte de su comida. 
Señalar que los 11 genes del plástido ndh parecen haber sido copiados al ADN nuclear y al ADN mitocondrial, pero esas copias no son funcionales. Se desconoce cómo el saguaro prospera en un ambiente de alto estrés sin copias funcionales de este gen bastante importante, pero es posible que las funciones de los genes ndh hayan sido asumidas por otra vía. 

## Distribución y hábitat
El área de distribución nativa de esta especie va desde el sureste de California hasta el sur de Arizona y México (Baja California Norte, Sonora, Chihuahua) y crece principalmente en biomas desérticos o de matorrales secos. Es sensible a las heladas prolongadas o las temperaturas frías, por lo que no se encuentran a grandes altitudes.

## Ecología

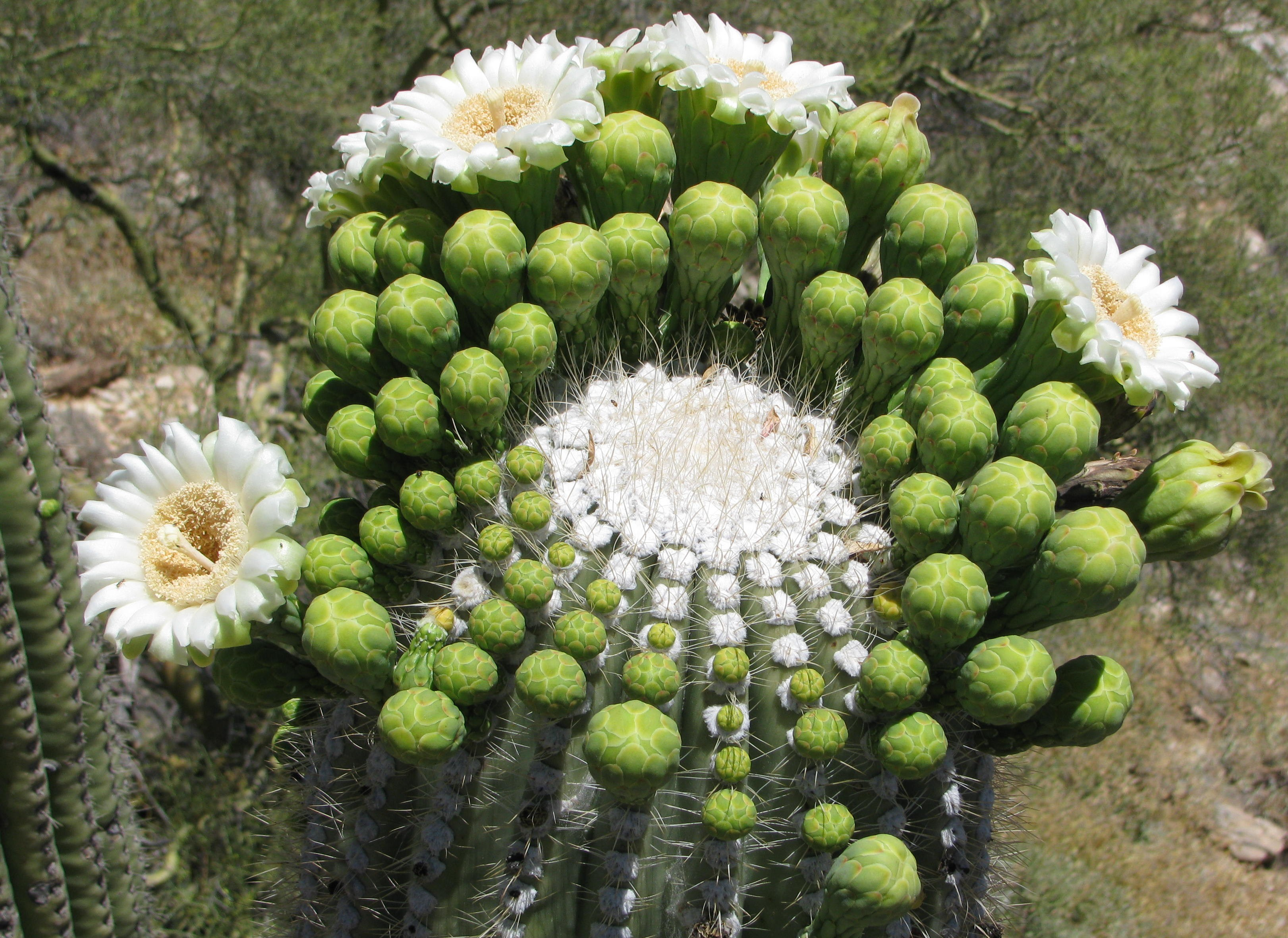
Detalle de la planta

El saguaro es una especie clave y proporciona alimento, refugio y protección a cientos de otras especies.

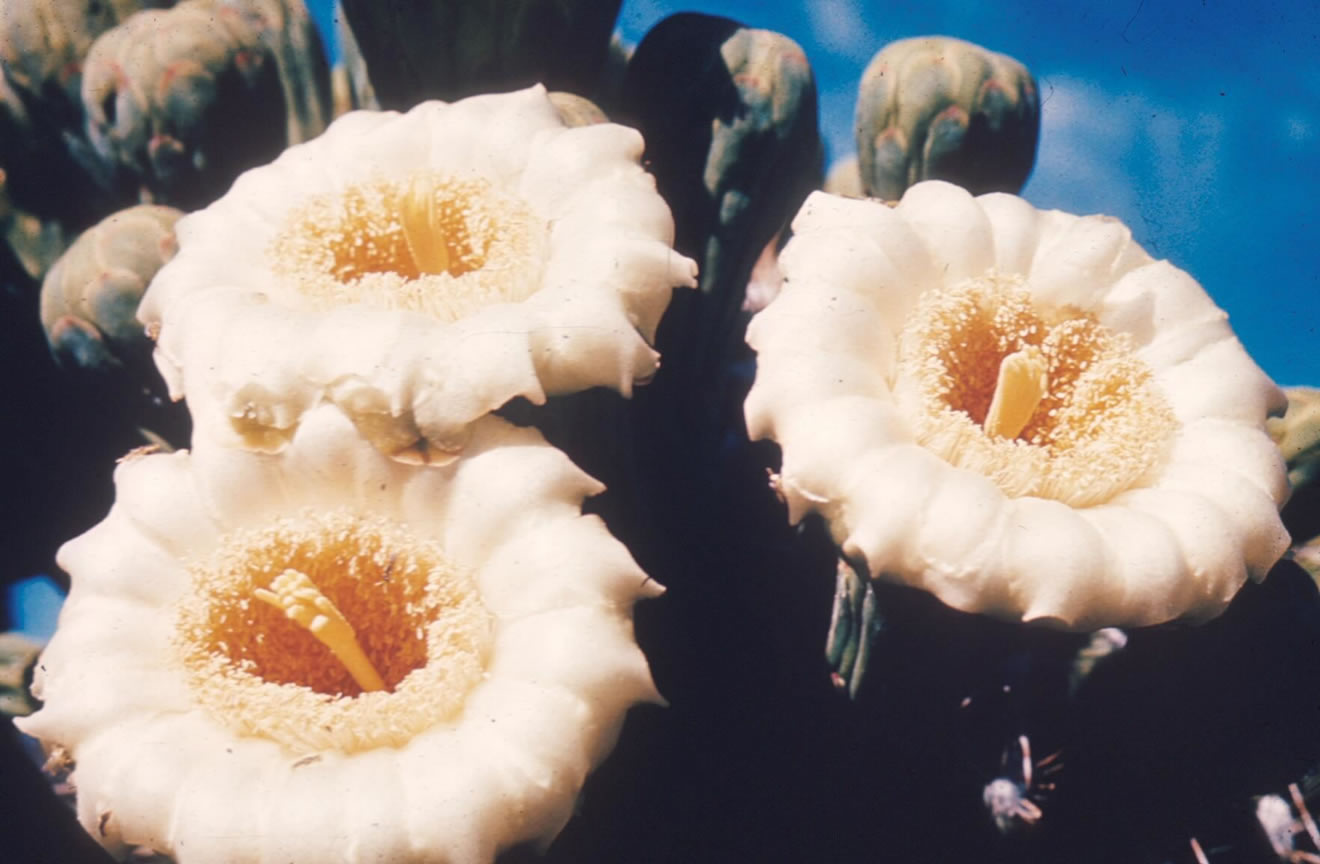
Flores del saguaro.

### Como alimento para la fauna silvestre
El saguaro proporciona grandes cantidades de polen, néctar y frutos. Los frutos son consumidos principalmente por la paloma ala blanca y las hormigas, por lo que las semillas rara vez escapan para germinar. Además, las palomas ala blanca son polinizadores importantes, ya que visitan las flores con más frecuencia que cualquier otra especie de ave. De hecho, el 60% o más de su dieta se basa en saguaro y s ciclo reproductivo coincide con el de la floración del saguaro. 

### Nidos

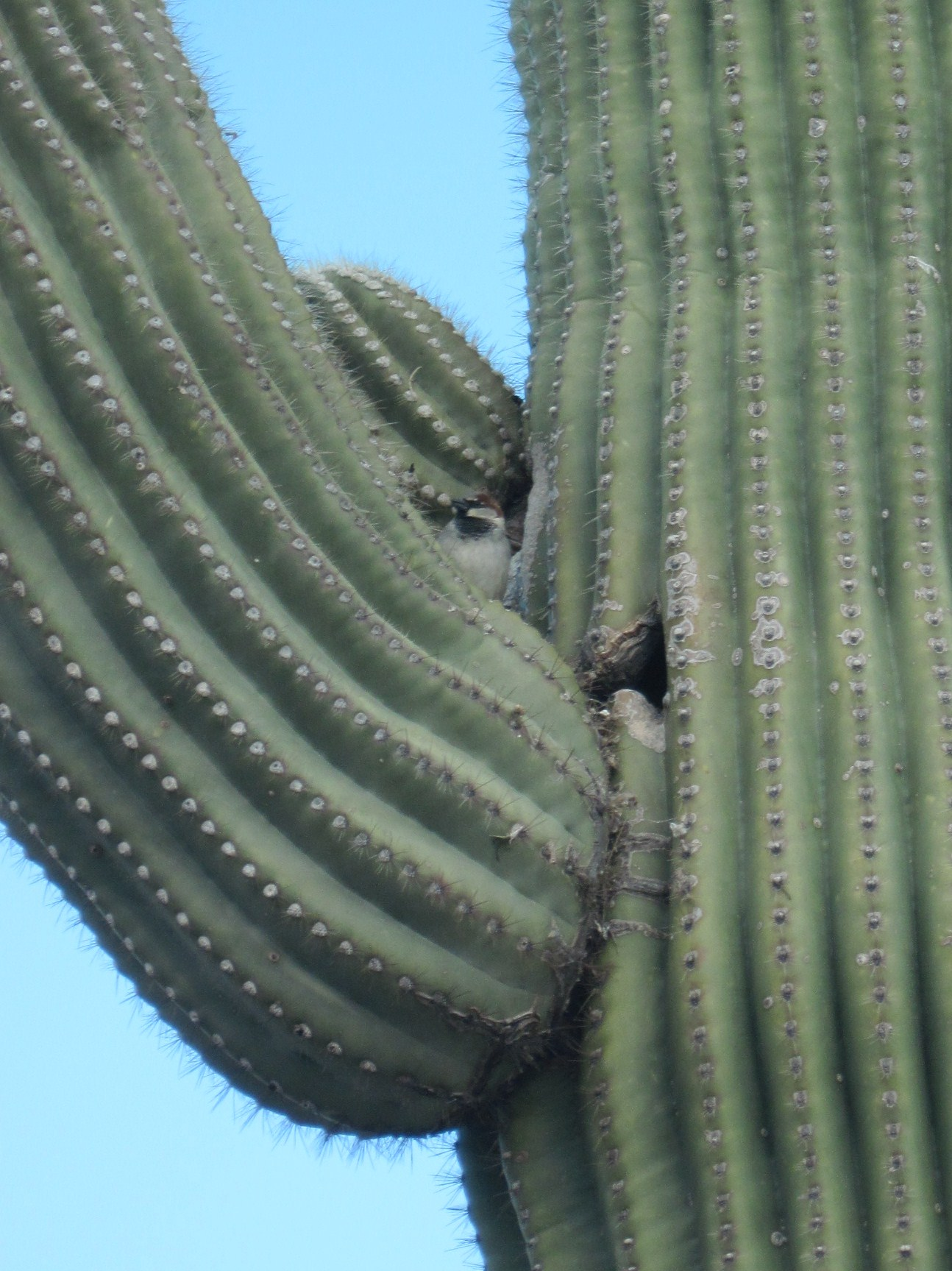
Gorrión domestico anidando en un agujero

Los pájaros carpinteros de Gila (Melanerpes uropygialis) y los carpinteros dorados (Colaptes chrysoides) crean agujeros en el tallo del cactus para hacer nidos, que luego son utilizados por otras aves, como los búhos enanos (Micrathene whitneyi), las golondrinas purpúreos (Progne subis) y los camachuelos mexicanos (Haemorhous mexicanus). Los carpinteros dorados excavan agujeros más grandes en comparación con los pájaros carpinteros de Gila. La cavidad del nido resultante es profunda y los padres y las crías quedan completamente ocultas a la vista. 
Además, como el saguaro crea tejido calloso en la herida, cuando éste muere y su carne blanda se pudre, el callo queda a modo de recipiente, el cual era usado por los nativos para almacenar cosas. 

### Secuestro de carbono

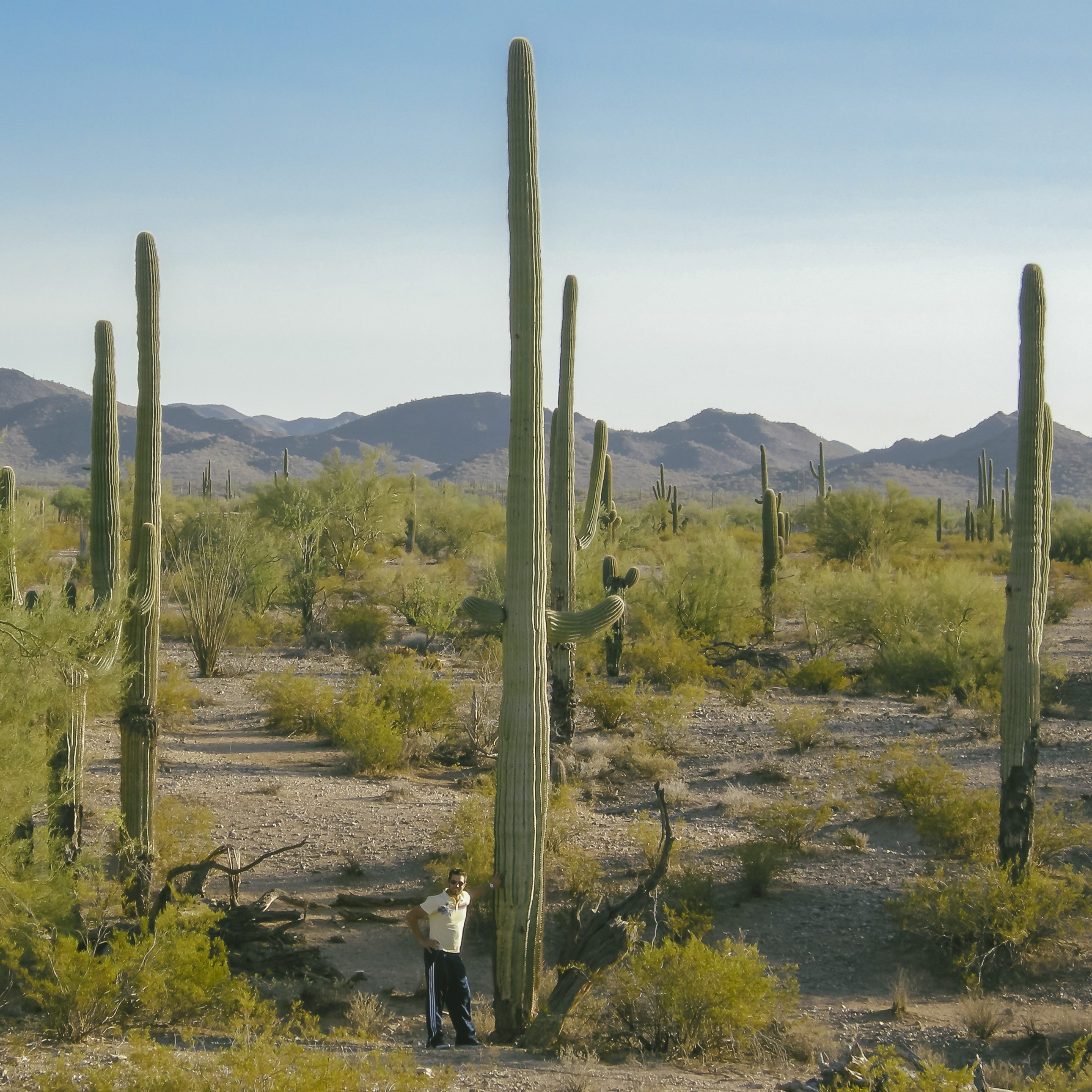
Hombre de 1,8 m de altura, Parque Nacional Saguaro

Los saguaros son capaces de transformar el carbono del dióxido de carbono en carbonato de calcio cuando mueren. Por lo que estos cactus transfieren carbono del ciclo biológico de la Tierra a su ciclo geológico. Esta forma de secuestro de carbono es un equivalente terrestre al secuestro oceánico por parte de los corales y los moluscos.

## Taxonomía
El género fue descrito por Nathaniel Lord Britton y Joseph Nelson Rose y publicado en Journal of the New York Botanical Garden 9(107): 187–188, en 1908.
La única especie fue descrita inicialmente como Cereus giganteus por George Engelmann y publicado en American Journal of Science, and Arts, ser. 2 14(42): 336–337, en 1852, actualmente es tanto un sinónimo como el basónimo de esta; y ulteriormente sería transferida al género Carnegiea por Nathaniel Lord Britton y Joseph Nelson Rose en Journal of the New York Botanical Garden 9(107): 188, en 1908.

#### Etimología
Carnegiea: nombre genérico otorgado en honor al filántropo estadounidense Andrew Carnegie.
gigantea: epíteto latino que significa "muy grande, gigante", haciendo referencia a la gran altura de la especie.

## Estado de conservación

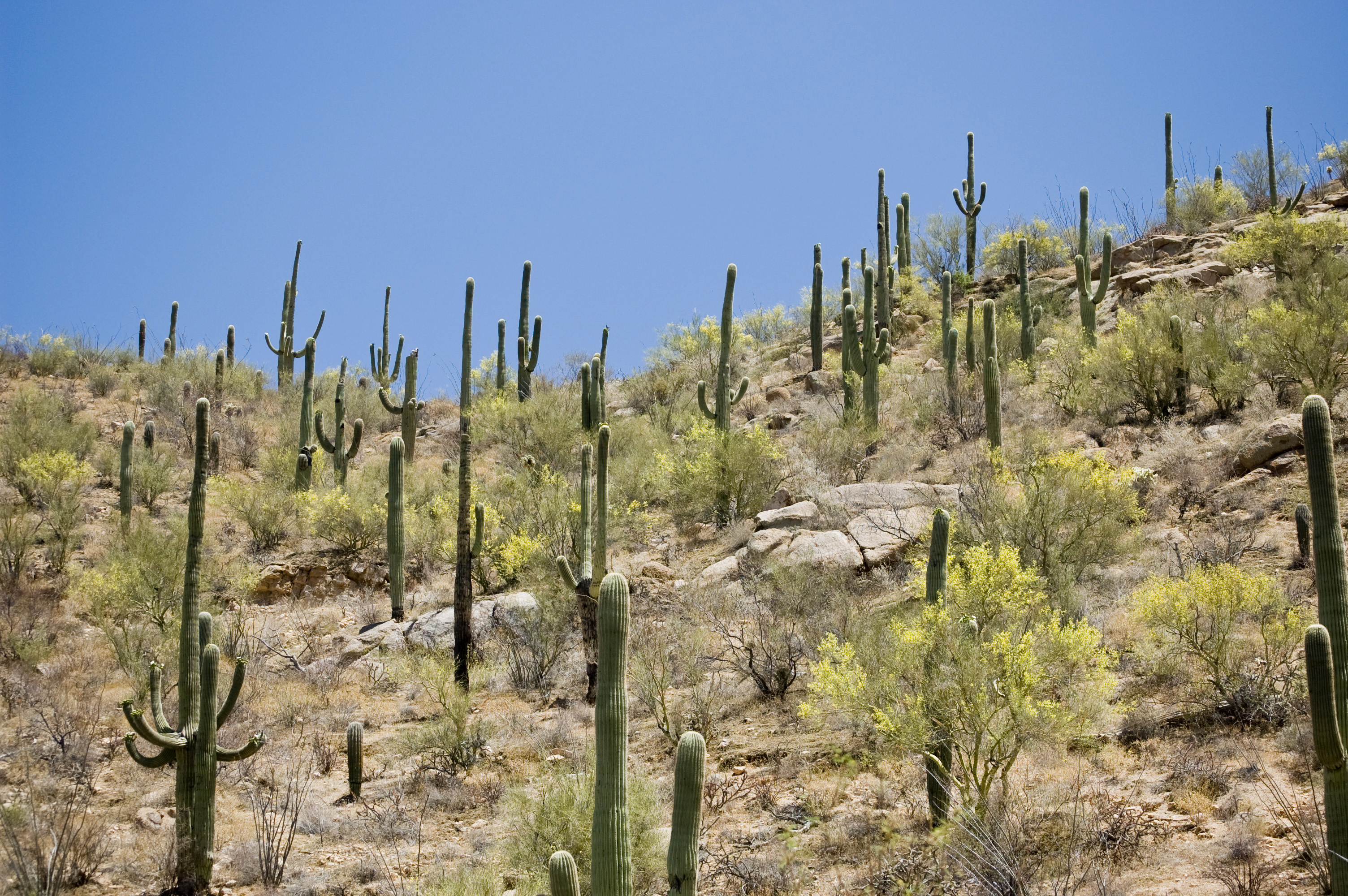
Plantas en su hábitat

En la Lista Roja de Especies Amenazadas de la UICN, la especie está clasificada como de "Preocupación Menor (LC)".
El cambio climático puede amenazar a los saguaros y sus ecosistemas, ya que los desiertos son particularmente susceptibles a los efectos del clima. El aumento de las temperaturas diurnas y nocturnas reduciría la eficiencia del uso del agua por parte de los saguaros, lo que los obligaría a utilizar más agua y aumentaría su probabilidad de morir durante los períodos de sequía.
Señalar que los saguros son cactus protegidos. De hecho, dañar o vandalizar un saguaro de cualquier manera, como dispararle es ilegal según la ley estatal de Arizona. Es más, cuando se construyen casas o carreteras, se deben obtener permisos especiales para mover o cortar cualquier saguaro afectado.

## Importancia económica y cultural
A nivel mundial, la especie se cultiva a menudo como planta ornamental aunque su crecimiento es demasiado lento.

### Etnobotánica

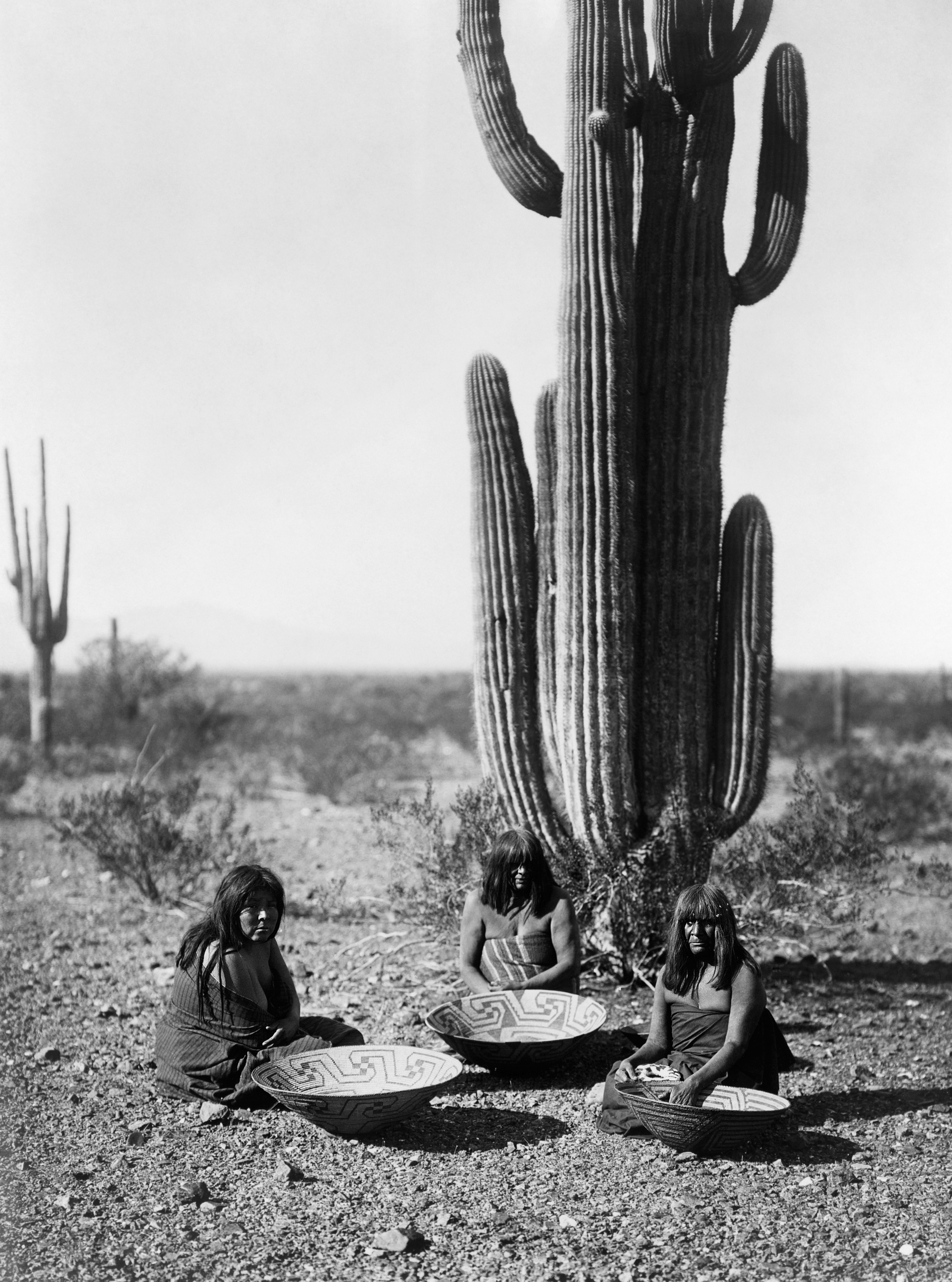
Mujeres de Maricopa recolectando frutos de saguaro, fotografía de Edward S. Curtis, 1907

La utilidad del saguaro es bien conocida por los nativos americanos como los pueblos Tohono O'odham, Pima y Seri, quienes aún utilizan casi todas las partes de la planta. La fruta y las semillas son comestibles, se consumen frescas y secas, y se convierten en conservas y bebidas, como mermeladas, jarabes y vino. 
Los Tohono O'odham tradicionalmente reducen la fruta recién cosechada en un jarabe espeso mediante varias horas de ebullición, ya que la fruta fresca no se conserva durante mucho tiempo. La fermentación de este jarabe produce vino de saguaro, el cual se consume por los hombres de la tribu para llegar a un estado de embriaguez donde cualquier sueño que provoca se considera un presagio. 

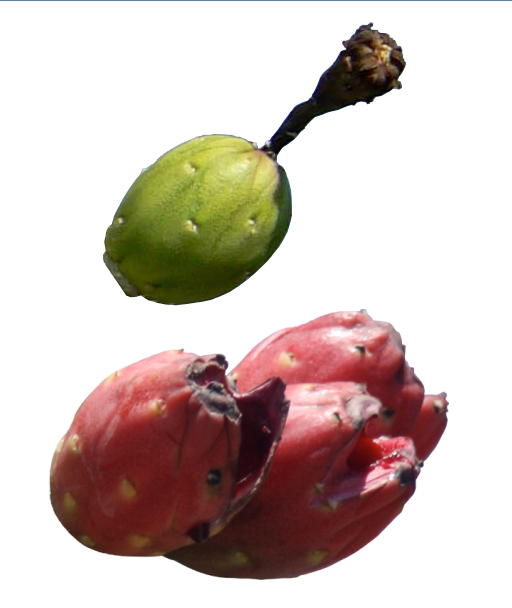
Frutos

Además, los indios nativos americanos del suroeste hacían pan con semillas molidas de saguaro, e incluso podían comérselas crudas aunque en su mayoría son indigestas. También las prensaban para obtener sus aceites o incluso usarlas para curtir el cuero. En la época moderna, estos usos han disminuido y las semillas ahora se utilizan principalmente como alimento para pollos. 
También se pueden usar las costillas de saguaro muerto para hacer cercas y muebles, o usarlas como forraje para el ganado. Además sus troncos suelen servir como material para la construcción de viviendas en zonas desérticas.

### Simbolismo e importancia
La flor de Carnegiea gigantea es el símbolo estatal de Arizona, Estados Unidos. Además, en Tucson, ciudad del susodicho estado, una gran zona densamente poblada por esta especie fue dedicada por el Gobierno federal de los Estados Unidos como reserva biológica, recibiendo el nombre de parque nacional Saguaro (en inglés: Saguaro National Park), así como la construcción de un monumento dedicado también a la especie, llamado monumento nacional Saguaro (en inglés: Saguaro National Monument).
Además, Carnegiea gigantea fue elegido como cactus del año 2017 por la Sociedad Alemana del Cactus, así como por la Sociedad Austriaca de Amigos del Cactus y la Sociedad Suiza del Cactus.

### Otros datos

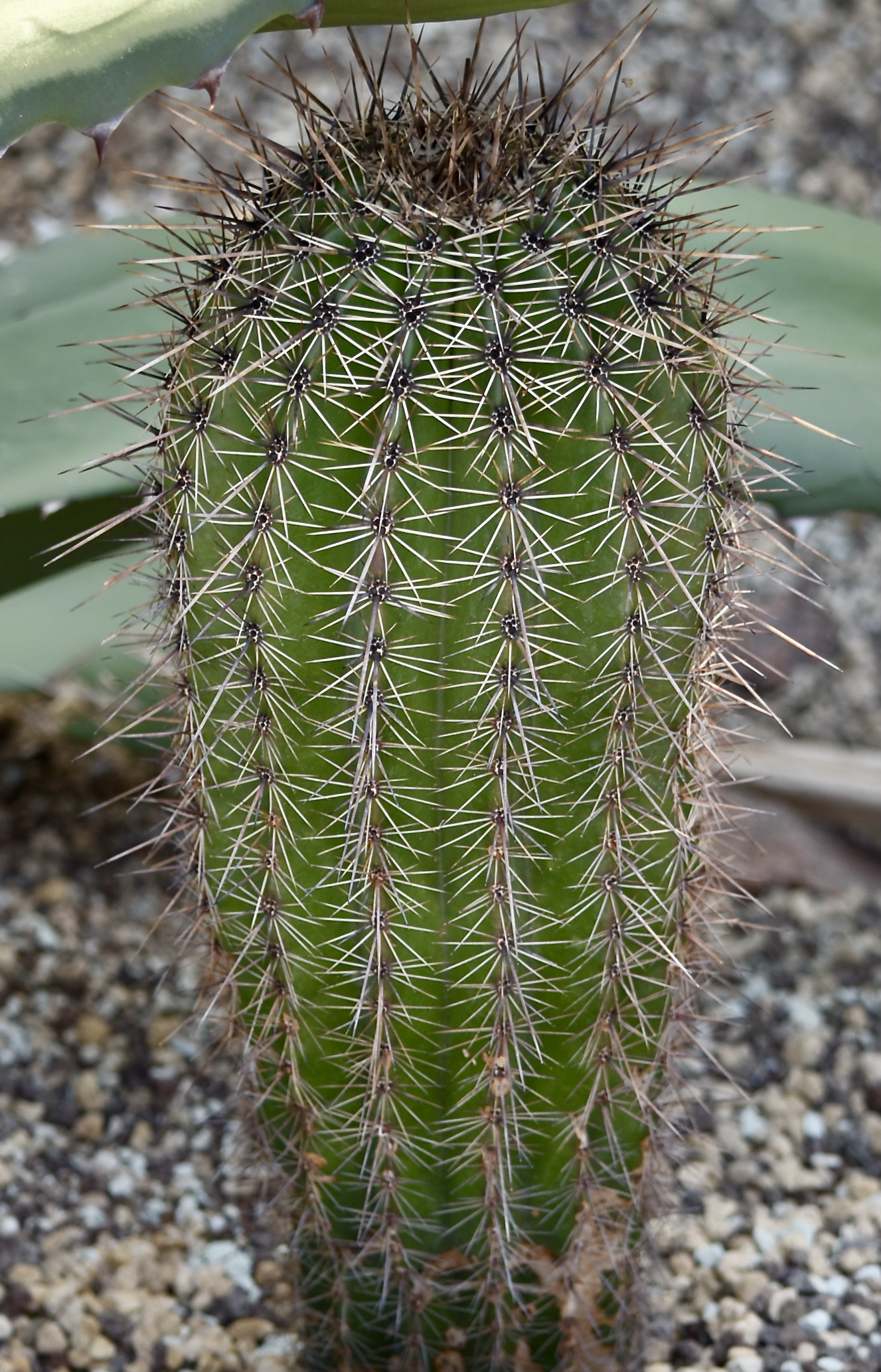
Pequeña planta en crecimiento

Desde 2014, el Registro Nacional de Árboles Campeones incluyó el saguaro vivo más grande conocido en los Estados Unidos, situado en el condado de Maricopa, Arizona. Mide 13,8 m de alto y tiene una circunferencia de 3,1 m. Su edad estimada es de 200 años y sobrevivió al incendio del complejo Cave Creek de 2005.    
Sin embargo, el saguaro más alto jamás medido fue un espécimen sin brazos encontrado cerca de Cave Creek, Arizona. Tenía 23,8 m de altura antes de que una tormenta de viento lo derribara en 1986. 
Señalar que las espinas de este cactus pueden causar lesiones importantes a los animales. Por ejemplo, un artículo informó que una espina de saguaro había penetrado el cráneo de un borrego cimarrón después de que la oveja chocara con un saguaro.    
También pueden causar lesiones graves a los humanos, ya que son tan afiladas y casi tan fuertes como las agujas de acero. Su naturaleza larga y sin púas significa que las espinas parcialmente incrustadas se pueden quitar fácilmente, pero su longitud relativa puede complicar las lesiones. De hecho, las espinas pueden perforar profundamente y, si se rompen, pueden dejar astillas difíciles de quitar.   
Además, las púas completamente incrustadas también son difíciles de quitar. Sin embargo, estas lesiones no suelen provocar infecciones, ya que las espinas de los cactus son generalmente asépticas, pero si se dejan, con el tiempo pueden causar granuloma inflamatorio. 